# Célula B naive
Una célula B virgen, B naive o célula B inexperta es un linfocito B que no ha estado expuesto a un antígeno. 

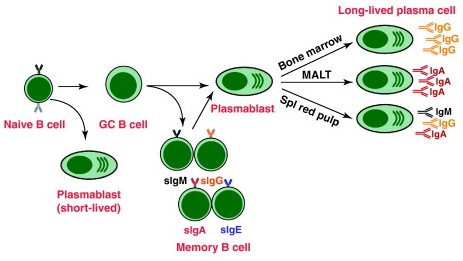
Linfocito B virgen (Naïve B cell) a la izquierda.

Después de que los linfocitos B maduran en la médula ósea, migran a través de la sangre a los órganos linfoides secundarios (SLO, del inglés secondary lymphoid organs).

En el bazo una vez expuesto a un antígeno, el linfocito B virgen (B naïve) se convierte en una célula B de memoria o en una célula plasmática que secreta anticuerpos específicos del antígeno que se unió originalmente.
Las células plasmáticas no duran mucho en la circulación, a diferencia de las células de memoria que duran mucho tiempo.
 
Las células de memoria no secretan anticuerpos hasta que son activadas por su antígeno específico.